# Thierry Smolderen

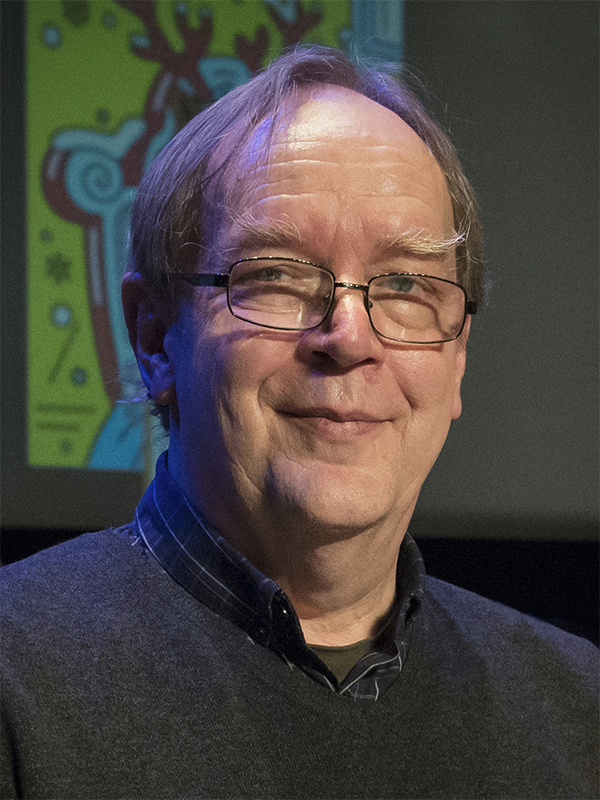
Thierry Smolderen beim Internationales Comicfestival von Angoulême 2017.

Thierry Smolderen (* 25. November 1954 in Brüssel) ist ein belgischer Comic-Szenarist und Essayist.

## Leben und Schaffen
Smolderen studierte in den 1970er Jahren Animationsfilm an der Cambre Arts Visuels in Brüssel. Seit den 1980er Jahren veröffentlichte er zahlreiche Essays in den Comic-Zeitschriften Cahiers de la bande dessinée, 9e Art und International Journal of Comic Art. Für Comic-Künstler wie Milton Caniff, Alexandre Clérisse, Ab’Aigre aka Egger, Enrico Marini und Colin Wilson schrieb er Comic-Skripte und veröffentlichte mit ihnen u. a. bei Dargaud, Delcourt, Glénat und Les Humanoïdes Associés. Ab 1994 unterrichtete Smolderen an der École des Beaux-Arts d’Angoulême (ab 1995 EESI) als Professor für bildorientierte Skripte und Geschichte des Comics.

## Werke (Auswahl)
- Das Geheimnis von Urbicande. (Le Mystere d'Urbicande, 1985). Reiner Feest Verlag, Heddesheim 1993 (altaplana.be PDF).
- Images de Chine, mit Milton Caniff. Éditions Gilou/Schlirf, Brüssel 1986, ISBN 2-905146-08-7.
- Dans l'ombre du soleil. Band 3: Alia, mit Colin Wilson. Glénat, Grenoble 1989, ISBN 2-7234-1014-5.
- Das Imperium des Atoms. (Souvenirs de l’empire de l’atome, 2013), mit Alexandre Clérisse. Carlsen Verlag, Hamburg 2014, ISBN 978-3-551-75754-8.
- Ein diabolischer Sommer. (L’Été Diabolik, 2016), mit Alexandre Clérisse. Carlsen Verlag, Hamburg 2016, ISBN 978-3-551-72818-0.
- Ein Jahr ohne Cthulhu. (Une année sans Cthulhu, 2019), mit Alexandre Clérisse. Carlsen Verlag, Hamburg 2020, ISBN 978-3-551-72820-3.
- Cauchemars ex machina, mit Jorge González. Dargaud, Paris 2022, ISBN 978-2-205-08244-9.

### Skripte zu Reihen
- Hybrides, mit Séraphine

(2) Le Bouclier d’Orion. Glénat, Grenoble 1987, ISBN 2-7234-0768-3.
(3) D'un soleil à l'autre. Glénat, Grenoble 1989, ISBN 2-7234-1071-4.
(4) Au loin, une île…. Glénat, Grenoble 1991, ISBN 2-7234-1209-1.
- Olivier Varèse, mit Enrico Marini

1. La Colombe de la place rouge. Alpen Publishers, 1990, ISBN 2-88302-004-3.
2. Bienvenue à Kokonino World. Alpen Publishers, 1992, ISBN 2-7316-0823-4.
3. Raid sur Kokonino World. Alpen Publishers, 1992, ISBN 2-7316-1013-1.

- Colère noire, mit Philippe Marcelé

1. Un Après midi de Plomb. Les Humanoïdes associés, Los Angeles/Paris 1990, ISBN 2-7316-0785-8.
2. Le Duc de fer. Les Humanoïdes associés, Paris 1992, ISBN 2-7316-0940-0.
3. La Main d’acier. Les Humanoïdes associés, Paris 1993, ISBN 2-7316-1085-9.

- ConvoiTM, mit Philippe Gauckler

1. Convoi. Les Humanoïdes associés, Paris 1990, ISBN 2-7316-0758-0.
2. Les Prisonniers de Convoi, Les Humanoïdes associés, Paris 1991, ISBN 2-7316-0751-3.
3. Les Joueurs de Convoi, Les Humanoïdes associés, Paris 1993, ISBN 2-7316-1034-4.
4. Le Ciel de Convoi, Les Humanoïdes associés, Paris 1995, ISBN 2-7316-1074-3.

- Nombre, mit Egger

1. La Chanson de l'ogre. Les Humanoïdes associés, Paris 1991, ISBN 2-7316-0764-5.
2. La Maison de l'ogre. Les Humanoïdes associés, Paris 1992, ISBN 2-7316-1016-6.

- Gipsy mit Enrico Marini

1. Der Stern des Zigeuners. (L'Étoile du Gitan, 1993). Splitter, Bielefeld 2011, ISBN 978-3-86869-305-8.
2. Sibirische Feuer. (Les Feux de Sibérie, 1994). Splitter, Bielefeld 2012, ISBN 978-3-86869-306-5.
3. Der Tag des Zaren. (Le Jour du Tsar, 1995). Splitter, Bielefeld 2012, ISBN 978-3-86869-307-2.
4. Die schwarzen Augen. (Les Yeux noirs, 1997). Splitter, Bielefeld 2012, ISBN 978-3-86869-308-9.
5. Die weiße Schwinge. (L'Aile blanche, 1999). Splitter, Bielefeld 2012, ISBN 978-3-86869-309-6.
6. Das Lachen der Azteken. (Le Rire Aztèque, 2002). Splitter, Bielefeld 2012, ISBN 978-3-86869-310-2.

- L’Enfer des Pelgram, mit Dominique Bertail

1. Qui marche sur ma tombe? Delcourt, 1998, ISBN 2-84055-171-3.
2. Celle qui jette une ombre. Delcourt, 2000, ISBN 2-84055-301-5.

- Die Hölle der Pelgrams. Band 1: Wer geht auf meinem Grab herum? Arboris, Zelhem 1999, ISBN 90-344-0917-1.

- McCay, mit Jean-Philippe Bramanti

1. La Balançoire hantée. Delcourt, 2000, ISBN 2-84055-318-X.
2. Les Cœurs retournés. Delcourt, 2002, ISBN 2-84055-537-9.
3. Le Gardien de l’aube. Delcourt, 2003, ISBN 2-84055-851-3.
4. La Quatrième Dimension. Delcourt, 2006, ISBN 2-84055-854-8.

- McCay. Carlsen Verlag, Hamburg 2019, ISBN 978-3-551-73364-1.

- Ghost Money, mit Dominique Bertail

1. Die Dame aus Dubai. (La Dame de Dubaï, 2008). Schreiber & Leser, Hamburg 2013, ISBN 978-3-943808-09-4.
2. Chamzas Augen. (Les Yeux de Chamza, 2010). Schreiber & Leser, Hamburg 2013, ISBN 978-3-943808-22-3.
3. Tod in Dubai. (Mourir à Dubaï, 2011). Schreiber & Leser, Hamburg 2014, ISBN 978-3-943808-30-8.
4. Gefangen in Taschkit. (La Prisonnière Tashkite, 2013). Schreiber & Leser, Hamburg 2014, ISBN 978-3-943808-46-9.
5. Black Cloud. (Le Black Cloud, 2016). Schreiber & Leser, Hamburg 2016, ISBN 978-3-943808-85-8.

### Sachbuch (Auswahl)
- Le Mystère d'Urbicande (unter dem Pseudonym Professor Régis de Brok), mit Illustrationen von Robert Louis Marie De La Barque (alias François Schuiten)[3]. Schlirf Book, Brüssel 1985. Pseudowissenschaftlicher Essay über die Ereignisse in La fièvre d’Urbicande (1983) von François Schuiten und Benoît Peeters aus der Comic-Reihe Die geheimnisvollen Städte.
- Les Carnets volés du Major : Les Aventures de Moebius & Hergé feuilletonistes mit Reproduktionen von Mœbius' Skizzen. Schlirf Book, Brüssel 1983 (citebd.org PDF).
- Hergé, portrait biographique, mit Pierre Sterckx. Casterman, Brüssel/Paris 1988, ISBN 2-203-01705-8.
- Naissances de la bande dessinée : de William Hogarth à Winsor McCay. Les Impressions Nouvelles, Brüssel 2009, ISBN 978-2-87449-082-8.
- „Histoire de la bande dessinée : questions de méthodologie“, in: Eric Maigret und Matteo Stefanelli (Hrsg.), La bande dessinée : une médiaculture. Armand Colin, Paris 2012, ISBN 978-2-200-27020-9.
- „La métalepse-attraction dans l’œuvre feuilletonesque de Milton Caniff“, in: Henri Garric (Hrsg.), L’Engendrement des images en bande dessinée. Presse Université François Rabelais, Tours 2014, ISBN 978-2-86906-310-5.

## Preise (Auswahl)
- Prix de la meilleure bande dessinée de science-fiction des Utopiales 2013 für Souvenirs de l’Empire de l’Atome (mit Alexandre Clérisse)[4]
- Grand Prix de l’Imaginaire: Bester Comic 2014 für Souvenirs de l'Empire de l'Atome (mit Thierry Smolderen)[5]
- Prix Ouest France / Quai des Bulles 2016 für L’Été Diabolik (mit Alexandre Clérisse)[6]
- Fauve Polar SNCF 2017 für L’Été Diabolik (mit Alexandre Clérisse)[7]
- Prix de la BD Fnac 2017 für L’Été Diabolik (mit Alexandre Clérisse)[7]
- Prix Maurice-Petitdidier für L’Été Diabolik (mit Alexandre Clérisse)[8]
- Peng! – Der Münchner Comicpreis: Bester europäischer Comic 2017 für L’Été Diabolik (mit Alexandre Clérisse)[9]
- Prix René Goscinny – Preis für den besten Szenaristen 2023 für Cauchemars ex Machina[10]